# Diepkloof Rock Shelter

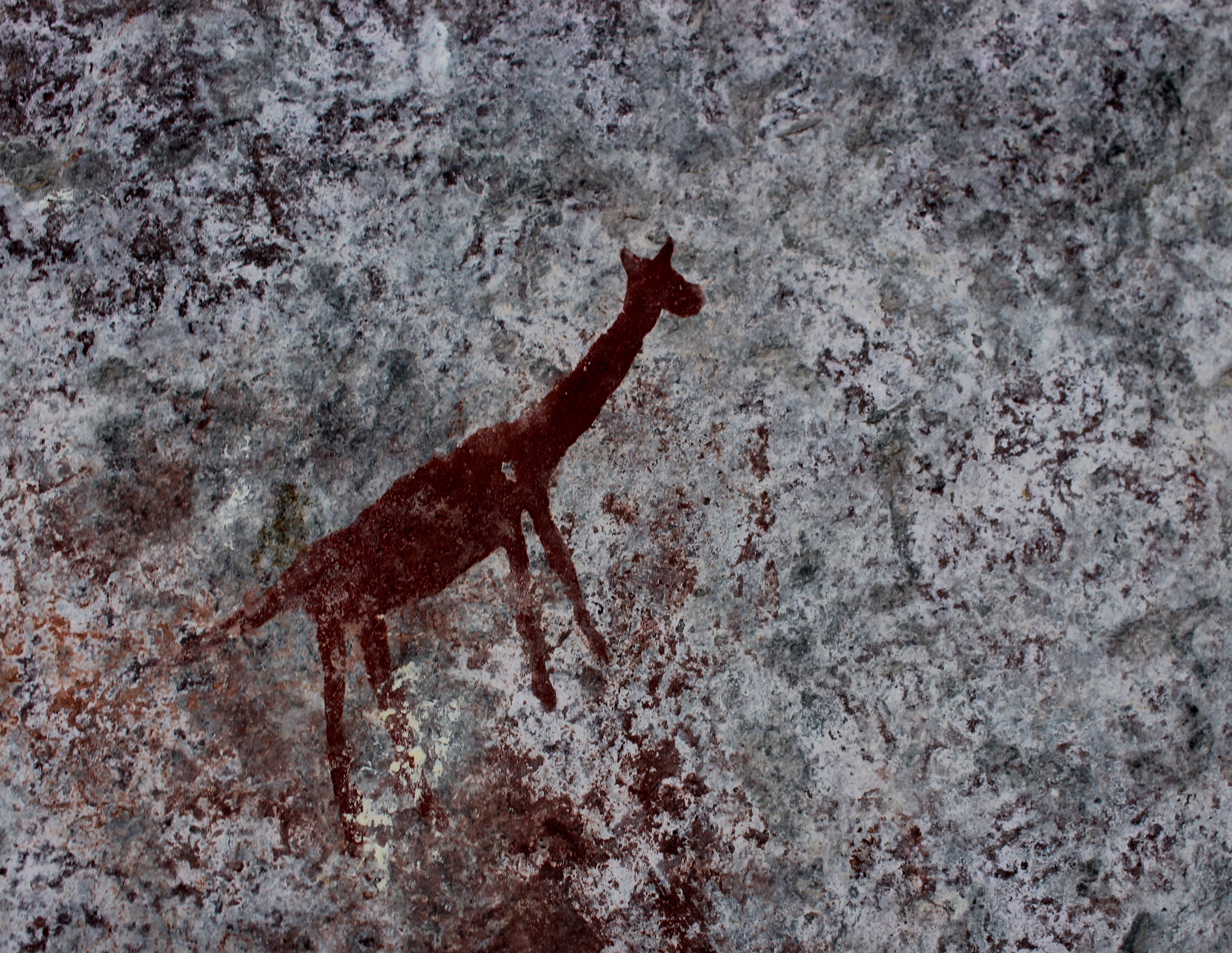

Diepkloof Rock Shelter is een rotsschuilplaats en archeologische vindplaats bij Elandsbaai in de Zuid-Afrikaanse provincie West-Kaap, waarin enkele van de vroegste bewijzen zijn gevonden van het menselijk gebruik van symbolen, in de vorm van patronen gegraveerd op struisvogeleierschalen die gebruikt werden als watercontainers. Deze dateren van ongeveer 60.000 jaar geleden.
De symbolische patronen bestaan uit lijnen die in een rechte hoek of schuine hoeken zijn gekruist door arceringen. Een theorie is dat "door de herhaling van dit motief, vroege mensen probeerden iets te communiceren. Misschien probeerden ze de identiteit van het individu of de groep uit te drukken."

## Beschrijving van de site
De grot ligt op ongeveer 17 kilometer van de kustlijn van de Atlantische Oceaan in een semi-aride gebied, in de buurt van Elandsbaai, ongeveer 150 kilometer ten noorden van Kaapstad. De rotswoning ligt in een gebied van kwartsietische zandsteen op een butte die uitkijkt in oostelijke richting 100 meter boven de Verlorenvlei-rivier. Het bevat een van de "meest complete en continue sequenties uit de latere Middle Stone Age in zuidelijk Afrika" die zich uitstrekt van vóór 130.000 tot ongeveer 45.000 v. Chr. De rotswoning is ongeveer 25 meter breed en 15 meter diep. Onderzoek is gebaseerd op vondsten die zijn ontdekt in een greppel die erin is uitgegraven en die 16 meter breed en 3,6 meter diep is. De afzettingen bestaan uit verbrande en niet-verbrande organische resten en as die afkomstig is van haarden, asstortplaatsen en verbrand strooisel.
De archeologische vindplaats werd voor het eerst uitgegraven in 1973 door John Parkington en Cedric Poggenpoel. Sinds 1999 wordt het onderzocht in een samenwerking tussen de afdeling Archeologie van de Universiteit van Kaapstad en het Instituut voor Prehistorie en Kwartaire Geologie van de Universiteit van Bordeaux.

## Gegraveerde struisvogeleierschaal-drankhouders
Er zijn ongeveer 270 fragmenten van eierschalen van struisvogels gevonden, bedekt met gegraveerde geometrische patronen. De fragmenten hebben een maximale grootte van 20-30 mm. Naar schatting zijn er fragmenten van 25 eieren gevonden. Eierschaalfragmenten zijn gevonden gedurende de periode van bewoning van de grot, maar die met gravures zijn alleen in een beperkter deel van de verschillende lagen gevonden. Met dat ze voorkwamen in 18 stratigrafische eenheden, suggereert dat de traditie van graveren enkele duizenden jaren heeft geduurd.
De gravure bestaat uit abstracte lineaire repetitieve patronen, waaronder een gearceerd bandmotief. Eén fragment heeft twee parallelle lijnen die cirkelvormig rond het ei kunnen zijn geweest.
Een theorie is dat ze "een systeem van symbolische representatie vormen waarin collectieve identiteiten en individuele uitdrukkingen duidelijk worden gecommuniceerd, wat sociale, culturele en cognitieve onderbouwing suggereert die overlapt met die van moderne mensen." Bovendien tonen ze "de ontwikkeling van een grafische traditie en het complexe gebruik van symbolen om sociale interacties te bemiddelen. Het grote aantal gemarkeerde stukken laat zien dat er regels waren voor het samenstellen van ontwerpen, maar dat er binnen de regels ruimte was om rekening te houden met individuele en/of groepsvoorkeuren."
Er bestaan eerdere vondsten van symboliek, zoals de 75.000 jaar oude gegraveerde okerbrokken die in de Blombosgrot zijn gevonden, maar deze zijn geïsoleerd en moeilijk te onderscheiden van nietszeggende krabbels.
De gravures zijn te vinden op struisvogeleierschalen die werden gebruikt als watercontainers. Struisvogeleierschalen hebben een gemiddeld volume van 1 liter. Ze hadden mogelijk drinktuiten, gaten om ze te kunnen bespannen als een veldfles om ze gemakkelijker te kunnen dragen, en lijken deel uit te maken van het "dagelijkse leven van jager-verzamelaars". Ze vergden vaardigheid om te maken.

## Erfgoedbescherming
Diepkloof Rock Shelter werd op 23 september 2014 door Heritage Western Cape uitgeroepen tot provinciaal erfgoed. Dit gaf de site de status van Grade II en biedt deze bescherming onder de Zuid-Afrikaanse erfgoedwetgeving.
In 2015 diende de Zuid-Afrikaanse regering een voorstel in om de grotten toe te voegen aan de lijst van werelderfgoed. Deze erkenning volgde in 2024 toen de UNESCO Commissie voor het Werelderfgoed tijdens zijn 46e sessie de archeologische vindplaatsen bijschreef op de werelderfgoedlijst als "De opkomst van modern menselijk gedrag: de pleistocene bezettingsplaatsen van Zuid-Afrika".